# Ogcocephalidae
Ogcocephalidae, Fladdermusfiskar,  är en familj bestående av bottenlevande, speciellt anpassade marulkfiskar (Lophiiformes) och återfinns, vanligtvis på stort djup, i Atlanten, Indiska Oceanen och västra Stilla Havet.

## Anatomi
De är vanligen tillplattade och påminner lite i byggnaden om rockor, med ett stort cirkulärt eller triangulärt, men hos  Coelophrys lådformat, huvud och en klen stjärt. De största arterna når en längd på ca. 50 cm. Illiciet (en modifierad fenstråle i ryggfenan med ett knölformigt lockbete, esca) kan fällas tillbaka i en fåra ovanför munnen. Esca är inte bioluminiscent som hos övriga Lophiiformes, men utsöndrar en vätska som tros kunna fungera som ett kemiskt lockbete. Bortsett från den modifierade första fenstrålen, är ryggfenan obetydlig och saknas stundom.

## Ekologi
Analys av maginnehåll visar att fladdermusfiskarna lever på fisk, kräftdjur och havsborstmaskar.
De är bottenlevande och återfinns huvudsakligen på kontinentalbranten på djup mellan 200 m och 1000 m. Släktet Ogcocephalus  lever dock i mycket grundare kustvatten och estuarier i Karibien, vid västra Atlantkusten och kring Galapagosöarna.

## Systematik

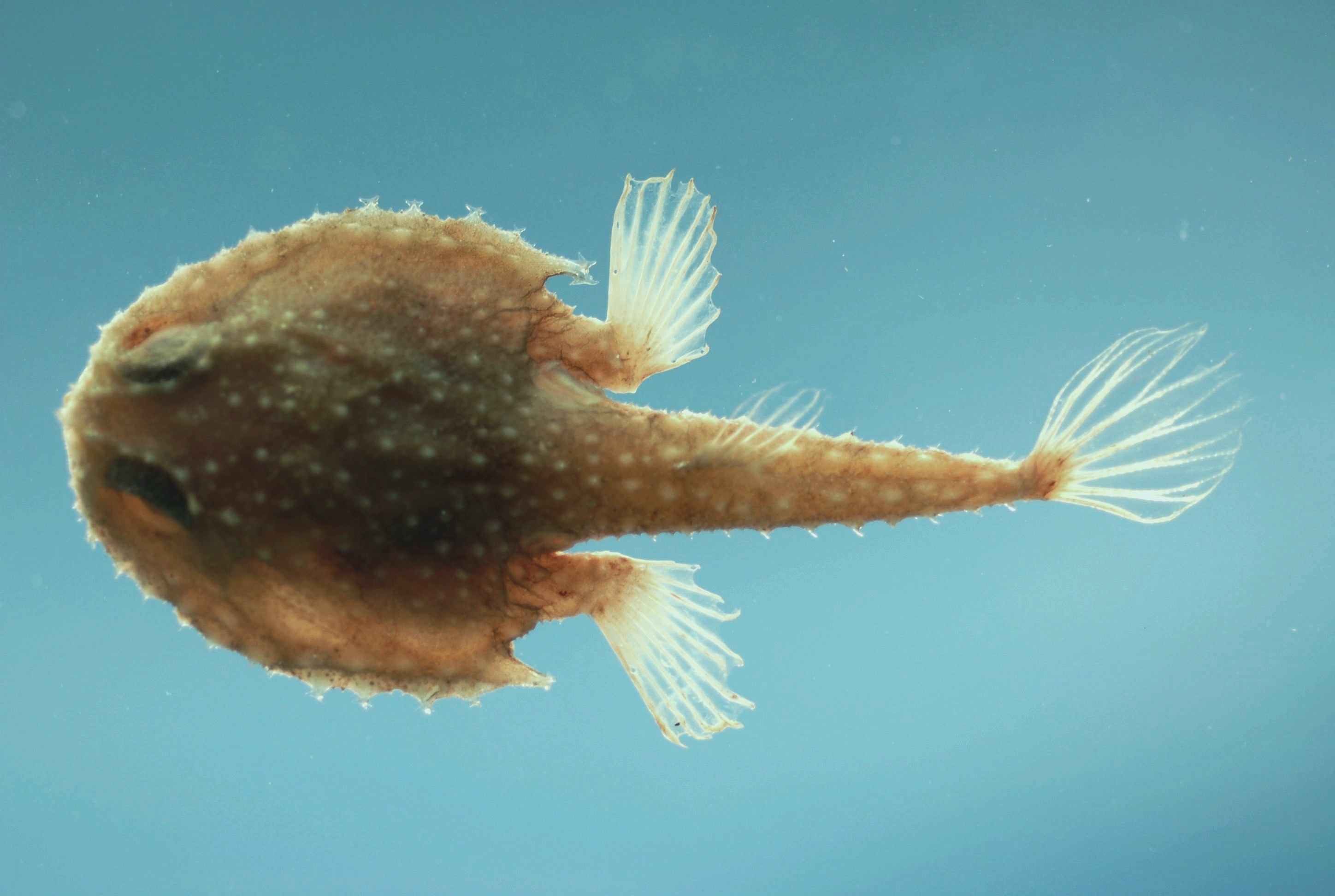
Dibranchus atlanticus

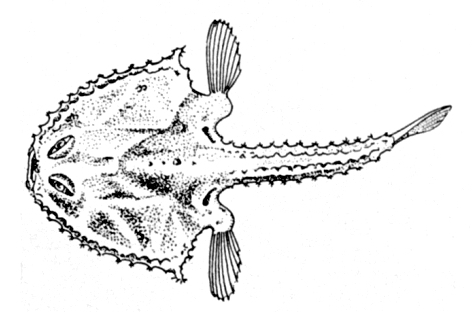
Halieutaea coccinea

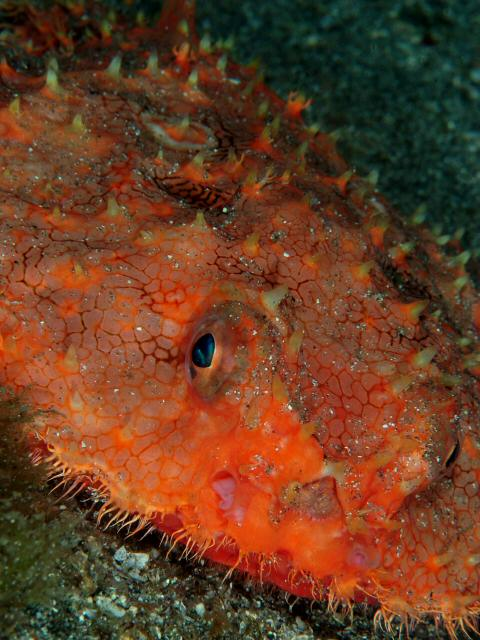
Halieutaea stellata

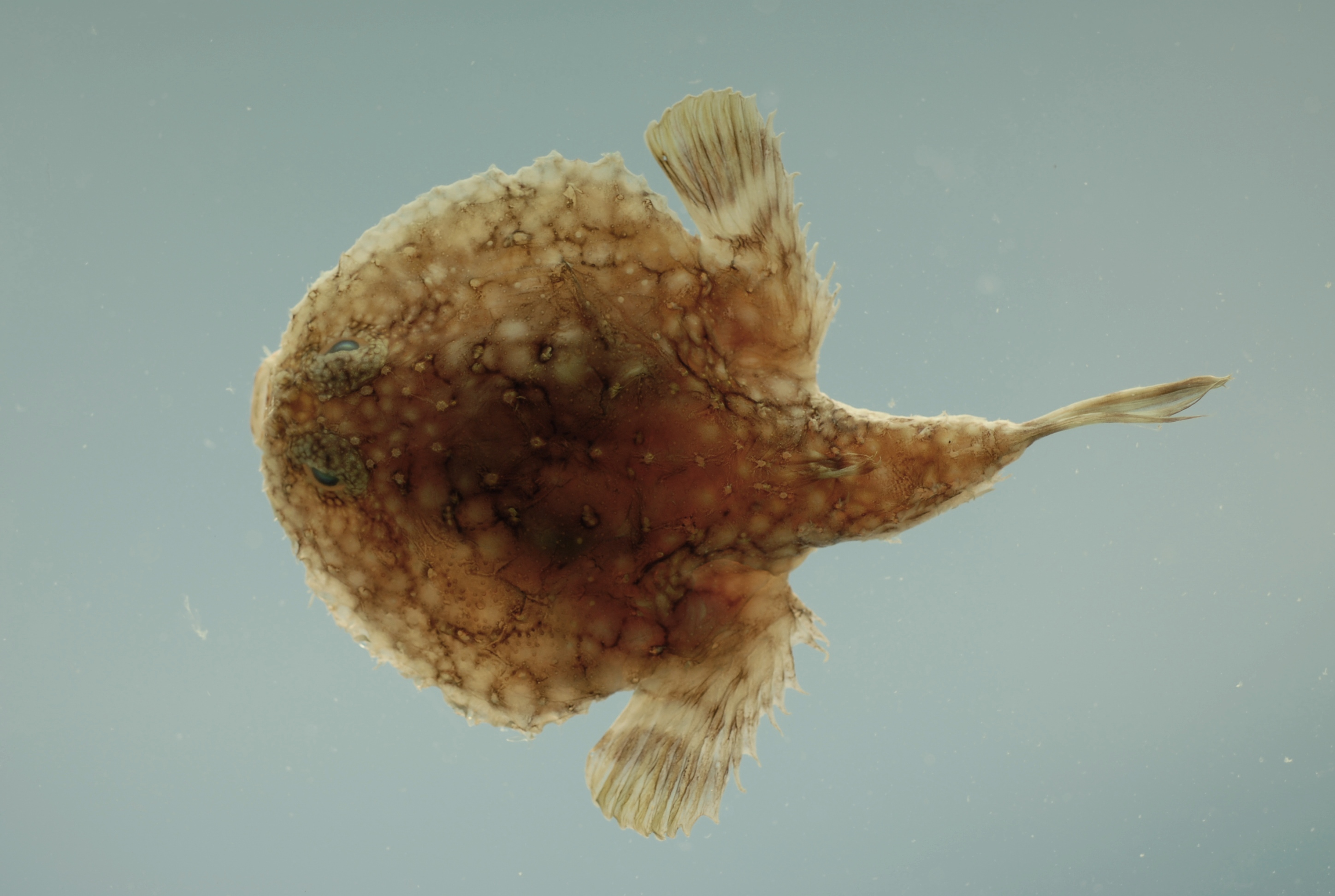
Halieutichthys aculeatus

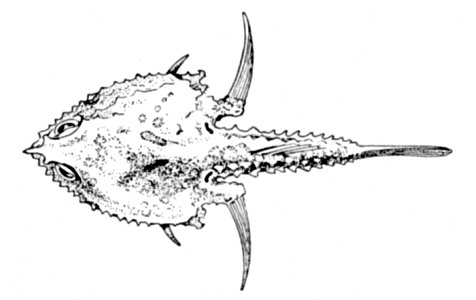
Malthopsis lutea

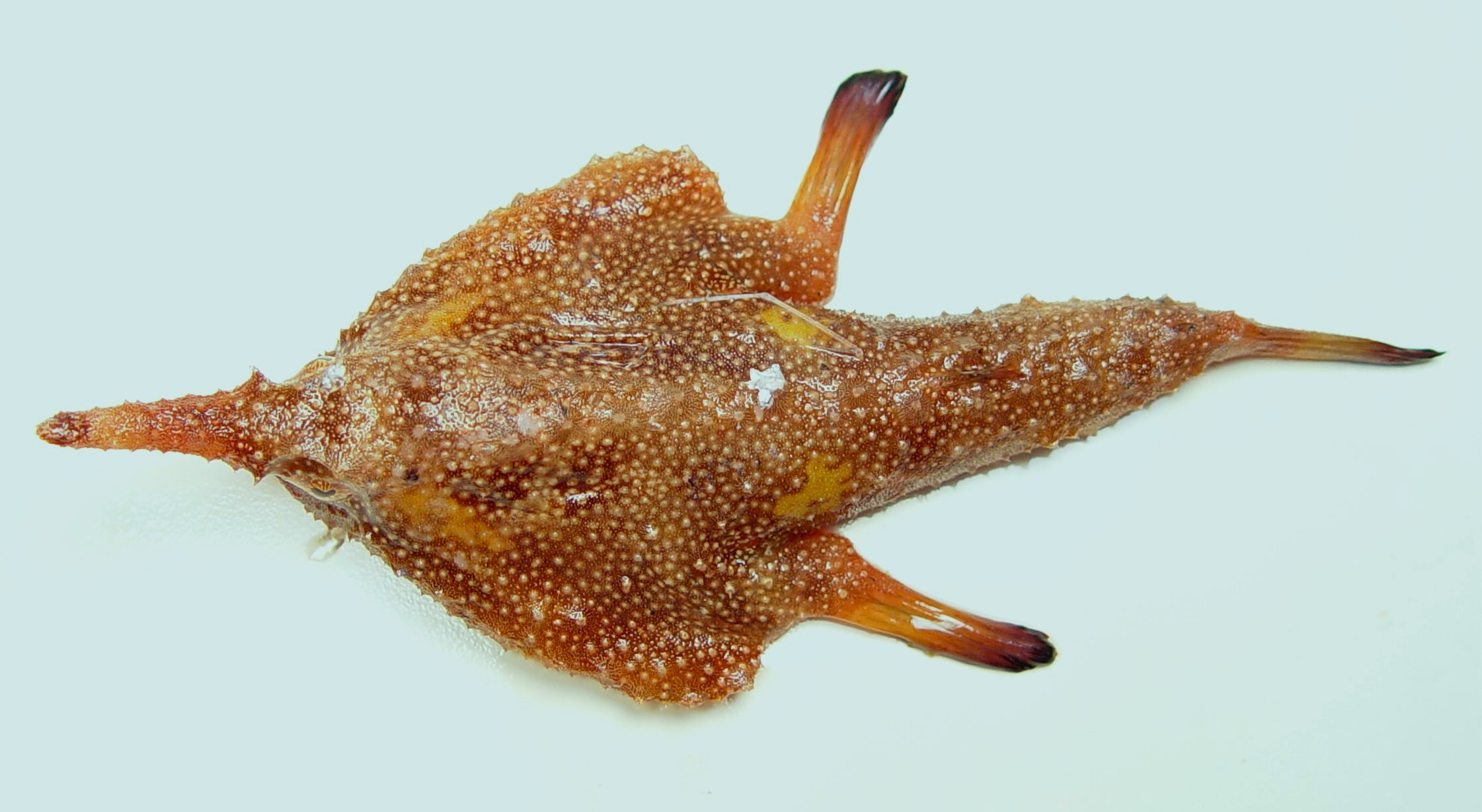
Ogcocephalus corniger

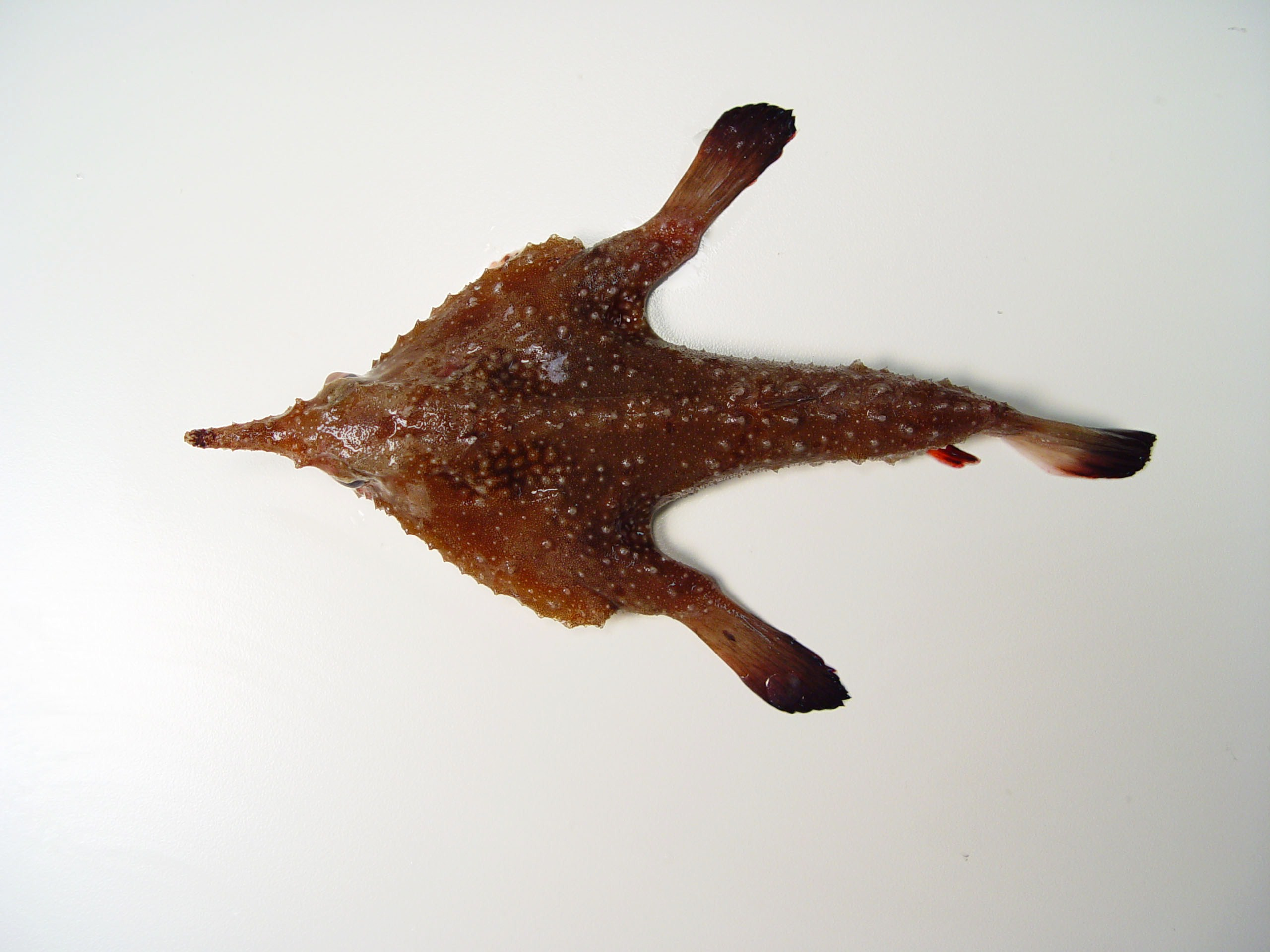
Ogcocephalus pumilus

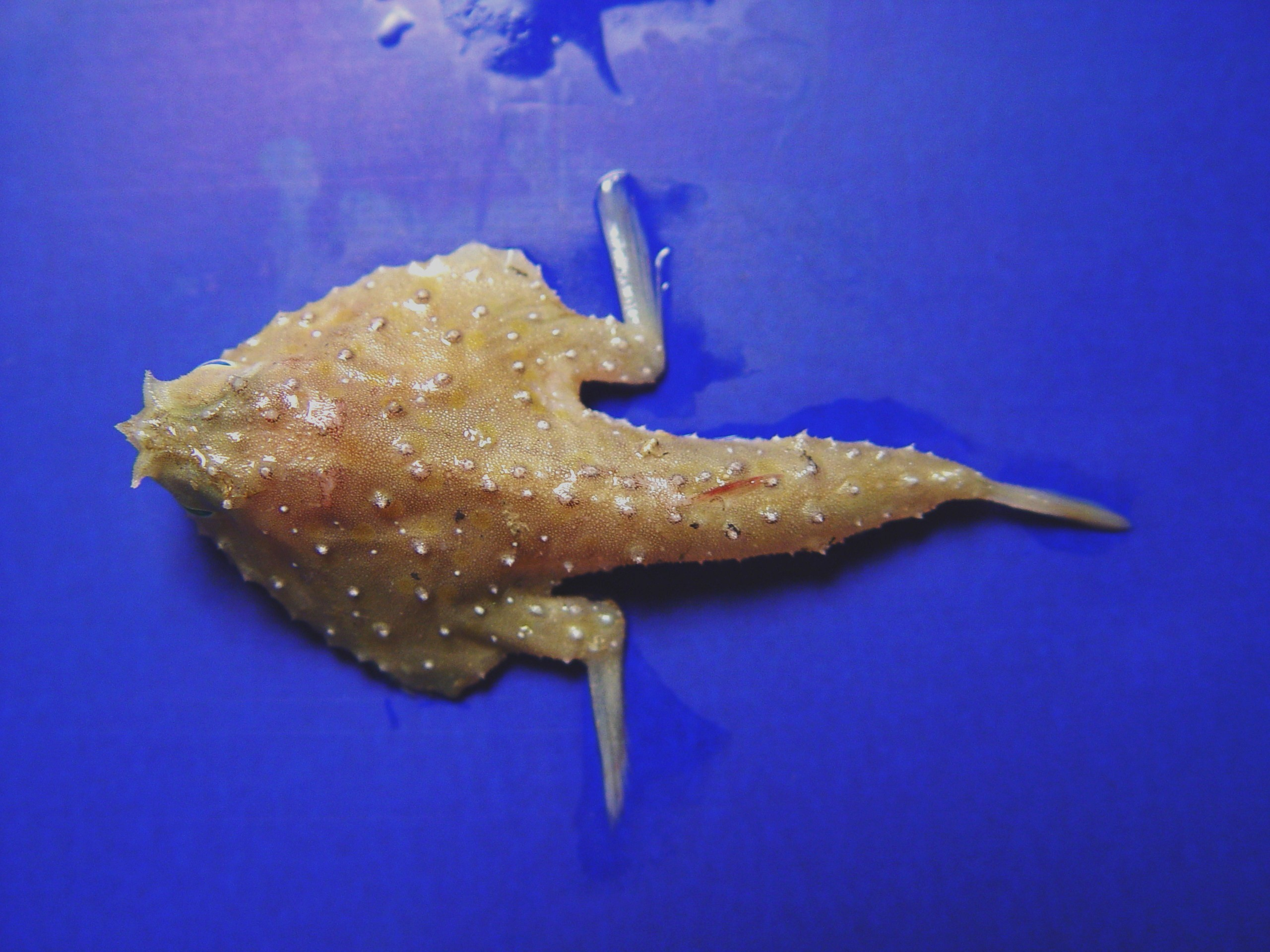
Zalieutes mcgintyi

Ogcocephalidae består av drygt 70 arter fördelade på 10 släkten:
- Coelophrys
  - Coelophrys arca (Smith & Radcliffe, 1912).
  - Coelophrys bradburyae (Endo & Shinohara, 1999).
  - Coelophrys brevicaudata (Brauer, 1902).
  - Coelophrys brevipes (Smith & Radcliffe, 1912).
  - Coelophrys micropa (Alcock, 1891).
  - Coelophrys mollis (Smith & Radcliffe, 1912).
  - Coelophrys oblonga (Smith & Radcliffe, 1912).
- Dibranchus
  - Dibranchus accinctus (Bradbury, 1999).
  - Dibranchus atlanticus (Peters, 1876).
  - Dibranchus cracens (Bradbury, McCosker & Long, 1999).
  - Dibranchus discors (Bradbury, McCosker & Long, 1999).
  - Dibranchus erinaceus (Garman, 1899).
  - Dibranchus hystrix (Garman, 1899).
  - Dibranchus japonicus (Amaoka & Toyoshima, 1981).
  - Dibranchus nasutus (Cuvier, 1829).
  - Dibranchus nudivomer (Garman, 1899).
  - Dibranchus sparsus (Garman, 1899).
  - Dibranchus spinosus (Garman, 1899).
  - Dibranchus spongiosa (Gilbert, 1890).
  - Dibranchus tremendus (Bradbury, 1999).
  - Dibranchus velutinus (Bradbury, 1999).
- Halicmetus
  - Halicmetus niger (Ho, Endo & Sakamaki, 2008).
  - Halicmetus reticulatus (Smith & Radcliffe, 1912).
  - Halicmetus ruber (Alcock, 1891).
- Halieutaea
  - Halieutaea brevicauda (Ogilby, 1910).
  - Halieutaea coccinea (Alcock, 1889).
  - Halieutaea fitzsimonsi (Gilchrist & Thompson, 1916).
  - Halieutaea fumosa (Alcock, 1894).
  - Halieutaea hancocki (Regan, 1908).
  - Halieutaea indica (Annandale & Jenkins, 1910).
  - Halieutaea nigra (Alcock, 1891).
  - Halieutaea retifera (Gilbert, 1905).
  - Halieutaea stellata (Swainson, 1839).
- Halieutichthys
  - Halieutichthys aculeatus (Mitchill, 1818).
  - Halieutichthys bispinosus (Ho, Chakrabarty & Sparks, 2010).
  - Halieutichthys caribbaeus (Garman, 1896).
  - Halieutichthys intermedius (Ho, Chakrabarty & Sparks, 2010).
- Halieutopsis
  - Halieutopsis andriashevi (Bradbury, 1988).
  - Halieutopsis bathyoreos (Bradbury, 1988).
  - Halieutopsis galatea (Bradbury, 1988).
  - Halieutopsis ingerorum (Bradbury, 1988).
  - Halieutopsis margaretae (Ho & Shao, 2007).
  - Halieutopsis micropa (Alcock, 1891).
  - Halieutopsis simula (Smith & Radcliffe, 1912).
  - Halieutopsis stellifera (Smith & Radcliffe, 1912).
  - Halieutopsis tumifrons (Garman, 1899).
  - Halieutopsis vermicularis (Smith & Radcliffe, 1912).
- Malthopsis
  - Malthopsis annulifera (Tanaka, 1908).
  - Malthopsis gigas (Ho & Shao, 2010).
  - Malthopsis gnoma (Bradbury, 1998).
  - Malthopsis jordani (Gilbert, 1905).
  - Malthopsis kobayashi (Tanaka, 1916).
  - Malthopsis lutea (Alcock, 1891).
  - Malthopsis mitrigera (Gilbert & Cramer, 1897).
  - Malthopsis retifera (Ho, Prokofiev & Shao, 2009).
  - Malthopsis tiarella (Jordan, 1902).
- Ogcocephalus
  - Ogcocephalus corniger (Bradbury, 1980).
  - Ogcocephalus cubifrons (Richardson, 1836).
  - Ogcocephalus darwini (Hubbs, 1958).
  - Ogcocephalus declivirostris (Bradbury, 1980).
  - Ogcocephalus nasutus (Cuvier, 1829).
  - Ogcocephalus notatus (Valenciennes, 1837).
  - Ogcocephalus pantostictus (Bradbury, 1980).
  - Ogcocephalus parvus (Longley & Hildebrand, 1940).
  - Ogcocephalus porrectus (Garman, 1899).
  - Ogcocephalus pumilus (Bradbury, 1980).
  - Ogcocephalus radiatus (Mitchill, 1818).
  - Ogcocephalus rostellum (Bradbury, 1980).
  - Ogcocephalus vespertilio (Linnaeus, 1758).
- Solocisquama
  - Solocisquama carinata (Bradbury, 1999).
  - Solocisquama erythrina (Gilbert, 1905).
  - Solocisquama stellulata (Gilbert, 1905).
- Zalieutes
  - Zalieutes elater (Jordan & Gilbert, 1882).
  - Zalieutes mcgintyi (Fowler, 1952).